# 蒲公英

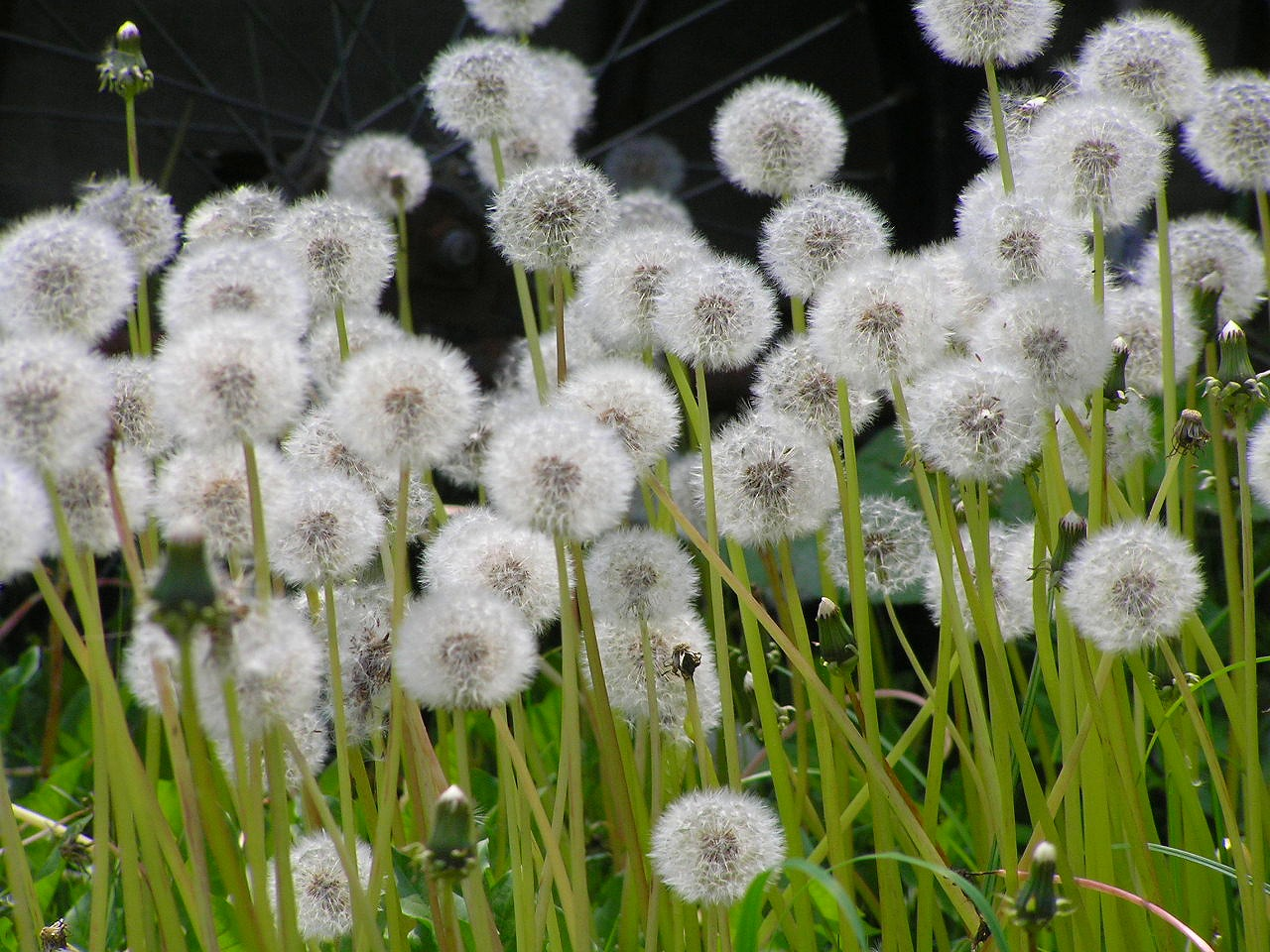
蒲公英种子

蒲公英属植物通称蒲公英、黄花地丁、華花郎、蒲公草、西洋蒲公英、乳草、奶汁草、殘飛墜、卜地蜈蚣、鬼燈籠，为菊目菊科的一属，是溫帶至亚热带常见的一种植物。蒲公英中很多种採孤雌生殖，叶邊的形状像獅子的尖牙。其英文名字Dandelion来自法语dent-de-lion，正是狮子牙齿之意，蒲公英花語為「我在遠處為你的幸福而祈禱」。属名Taraxacum源于波斯语tarashqun，即蒲公英。

## 形態
蒲公英多年生草本植物，高10～25cm，含白色乳汁。根深長，單一或分枝，外皮黃棕色。葉根生，排成蓮座狀，狹倒披針形，大頭羽裂或羽裂，裂片三角形，全緣或有數齒，先端稍鈍或尖，基部漸狹成柄，無毛蔌有蛛絲狀細軟毛。花莖比葉短或等長，結果時伸長，上部密被白色珠絲狀毛。頭狀花序單一，頂生，長約3.5cm；總苞片草質，綠色，部分淡紅色或紫紅色，先端有或無小角，有白色珠絲狀毛；舌狀花鮮黃色，先端平截，5齒裂，兩性。瘦果倒披針形，土黃色或黃棕色，有縱棱及橫瘤，中產以上的橫瘤有刺狀突起，先端有喙，頂生白色冠毛。花期早春及晚秋。生於路旁、田野、山坡。產於全國各地。整株植物匍匐於地上，葉如薺菜，只是稍大，無挺立莖，花從植株中心冒出。
春季花期為4至5月，秋季花期為8至9月。冬末春初抽花莖，頂端生一頭狀花序。花為亮黃色，由很多細花瓣組成。果實成熟之後，形似一白色絨球，含許多先端帶冠毛的瘦果，冠毛由花萼變成，被風吹過會分散為帶著一粒種子的小白傘，隨風飄到新的地方孕育新生命。

### 假蒲公英
蒲公英在外型上與貓耳菊（Hypochaeris）非常相似，所以貓耳菊在英語地區又名「假蒲公英」。不過，其實要分辨兩者亦很容易：
1. 蒲公英長花的莖沒有分支，而且空心、沒有細毛，葉面平滑；
2. 貓耳菊長花的莖亦會分支，實心並且長有苞片，葉面粗並長有細毛。

## 分类
蒲公英由于孤雌生殖，分类很杂：往细分每个形态不同的克隆种群都能称为一个“微物种”。在1970年代，蒲公英属有两种分类意见：一是根据Handel-Mazzetti 1907只分为60种（相当于宏物种），二是精细分为34个组（也有解读为宏物种即复合种的），2000多微物种。目前（2015）的分类法列60组、约2800（微）种，其中30组可以有性繁殖。
以下列舉該屬的部分物種：
- Taraxacum carneocoloratum A. Nels. [4]
- Taraxacum eriophorum Rydb.[4]
- Taraxacum glabra[4]
- Taraxacum laevigatum (Willd.) DC.[4]
- Taraxacum lecerum Greene[4]
- 白花蒲公英（Taraxacum leucanthum Ledeb.）[5]
- 川甘蒲公英 (Taraxcum lugubre Dahlst.)[5]
- Taraxacum lyratum (Ledeb.) DC.[4]
- 川藏蒲公英（Taraxacum maurocarpum Dahlst.）[5]
- 蒲公英（Taraxacum mongolicum Hand.-Mazz.）[5]
- Taraxacum officinale G.H. Weber ex Wiggers[4]
- 东北蒲公英（Taraxacum ohwianum Kitam.）[5]
- Taraxacum palustre (Lyons) Symons[4]
- Taraxacum phymatocarpum J. Vahl[4]
- 白缘蒲公英（Taraxacum platypecidum Diels）[5]
- 华蒲公英（Taraxacum sinicum Kitag.）[5]
- Taraxacum spectabile Dahlst.[4]

很多国家记录境内有多种蒲公英。英国和爱尔兰就分出二百多种孤雌生殖的蒲公英。中国高等植物数据库全库中以记录在中国有79种，其中包括7种存疑种。

## 用途
蒲公英原产欧亚大陆，人工引进到美洲和澳大利亚。因为生长力非常强，在新居繁旺，很少有人记得这并非当地生物。一般人将它当作杂草，为了花园或草坪的美观去除蒲公英。
在中国至世界的许多地区，蒲公英因为有很多用处才引进别处。可以作食物或草药。但是不同品种的蒲公英在非原产地也有可能成为入侵物種。
早春的嫩蒲公英也是一种野菜。现在已经有家养出来的，比野生的大很多。嫩蒲公英可以凉拌、烧汤或炒熟。老了的也能吃，但是比较苦。不苦的蒲公英也可以拌肉作饺子馅，味道和西洋菜做的馅差不多。欧洲人在中世纪时就已经用蒲公英花来酿酒。蒲公英叶子富含维生素A和维生素C。 蜜蜂也常到蒲公英采集花粉和蜜糖。

### 食用
蒲公英可生吃、炒食、做湯、熗拌、風味獨特。生吃：將蒲公英鮮嫩莖葉洗淨，瀝干蘸醬，略有苦味，味鮮美清香且爽口。涼拌：洗淨的蒲公英用沸水焯1分鐘，瀝出，用冷水沖一下。佐以辣椒油、味精、鹽、香油、醋、蒜泥等，也可根據自己口味拌成風味各異的小萊蒲公英根也是一種草藥，在加拿大是正式註冊為利尿、解水腫的草藥。烤乾磨成粉之後可以泡茶，據說在飯前喝過可以解胃助消化，在保健食品商店可以買到，但是沒有科學證明這種作用。當作利尿劑，可清血和清肝及增加膽汁的產量，降低血清膽固醇和尿酸的含量，改善腎臟、胰臟、脾臟和胃部的功能。減輕更年期症狀、膿腫、貧血、癤、乳房的腫瘤、肝硬化、便秘、水腫、肝炎、黃疸和風濕病，有助於。
做餡：將蒲公英嫩莖葉洗淨水焯後，稍攥、剁碎，加佐料調成餡（也可加肉）包餃子或包子。

### 中药

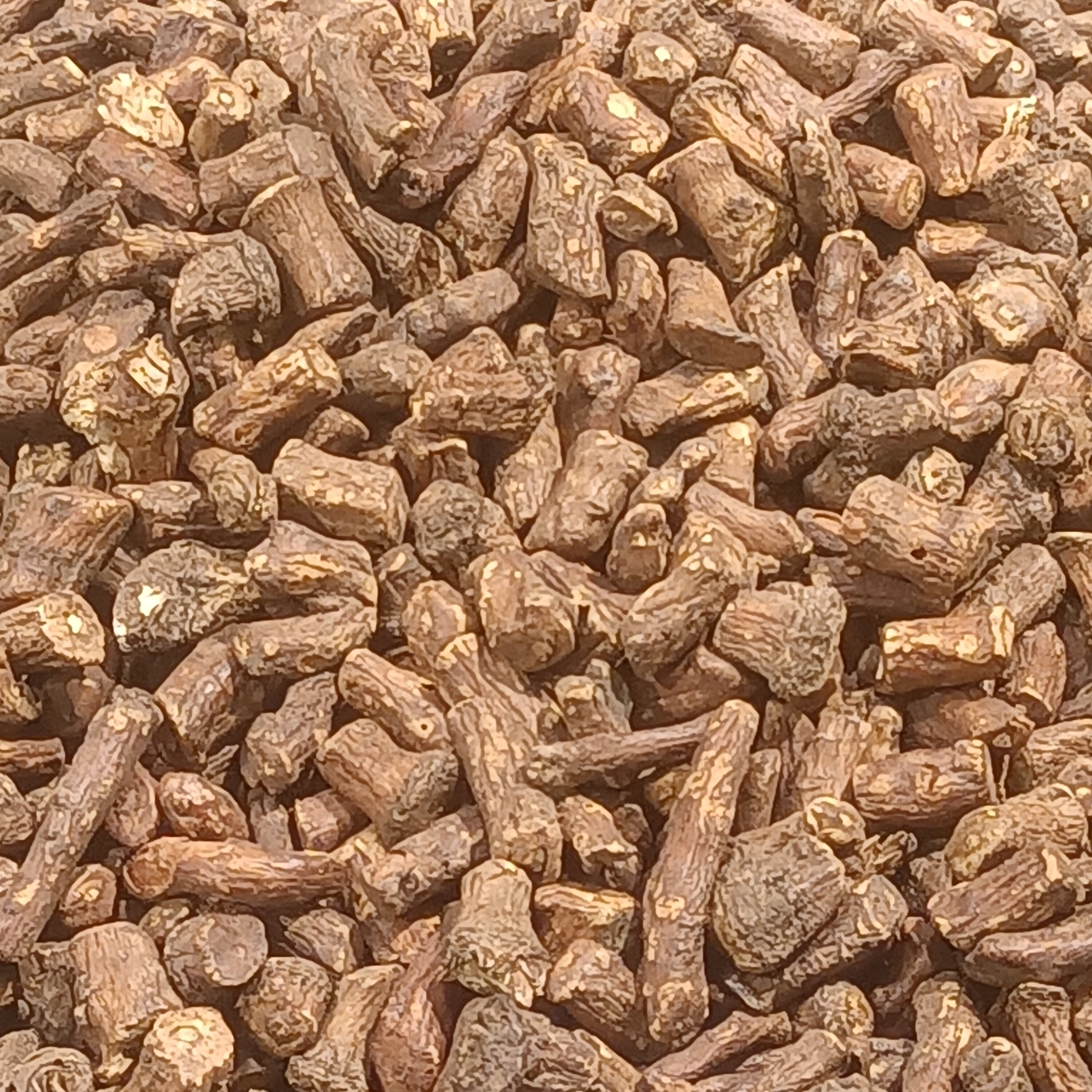
蒲公英根

蒲公英可入中药。《本草纲目》记载：“蒲公英主治妇人乳痈肿，水煮汁饮及封之立消。解食毒，散滞气，清热毒，化食毒，消恶肿、结核、疔肿。”
蒲公英根也是一种草药，在加拿大是正式注册为利尿、解水肿的草药。烤乾磨成粉之后可以泡茶，据说在饭前喝过可以解胃助消化，在保健食品商店可以买到，但是没有科学证明这种作用。當作利尿劑，可清血和清肝及增加膽汁的產量，降低血清膽固醇和尿酸的含量，改善腎臟、胰臟、脾臟和胃部的功能。減輕更年期症狀、膿腫、貧血、癤、乳房的腫瘤、肝硬化、便秘、水腫、肝炎、黃疸和風濕病，有助於預防乳癌和老人斑。

## 圖集

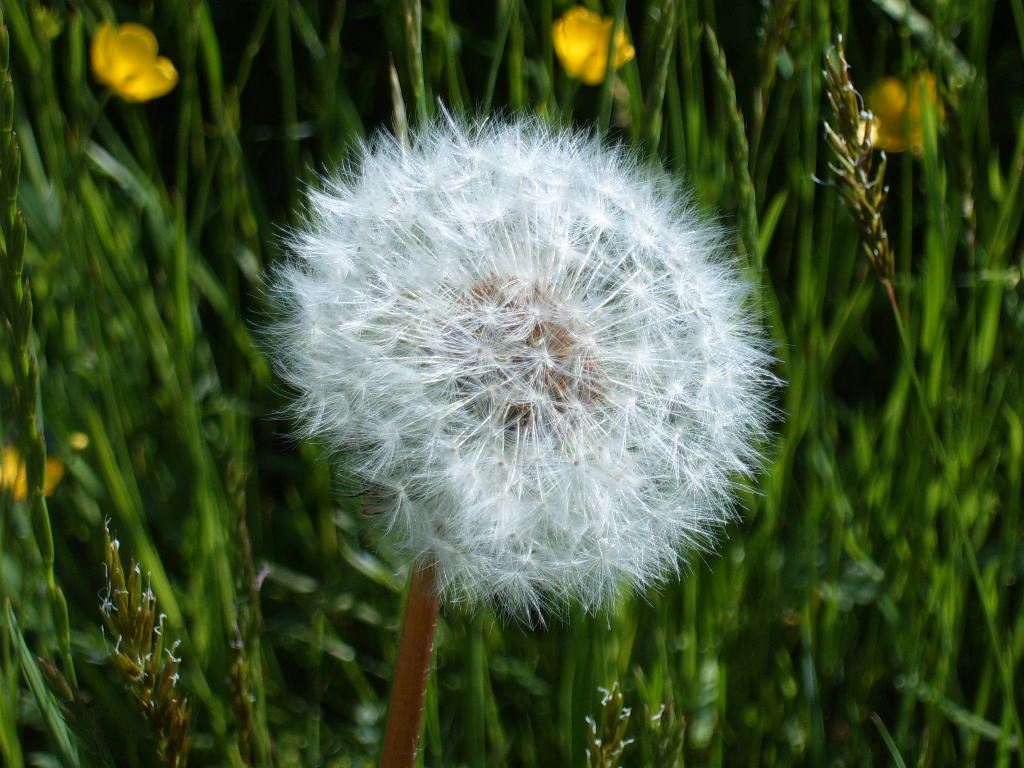
蒲公英
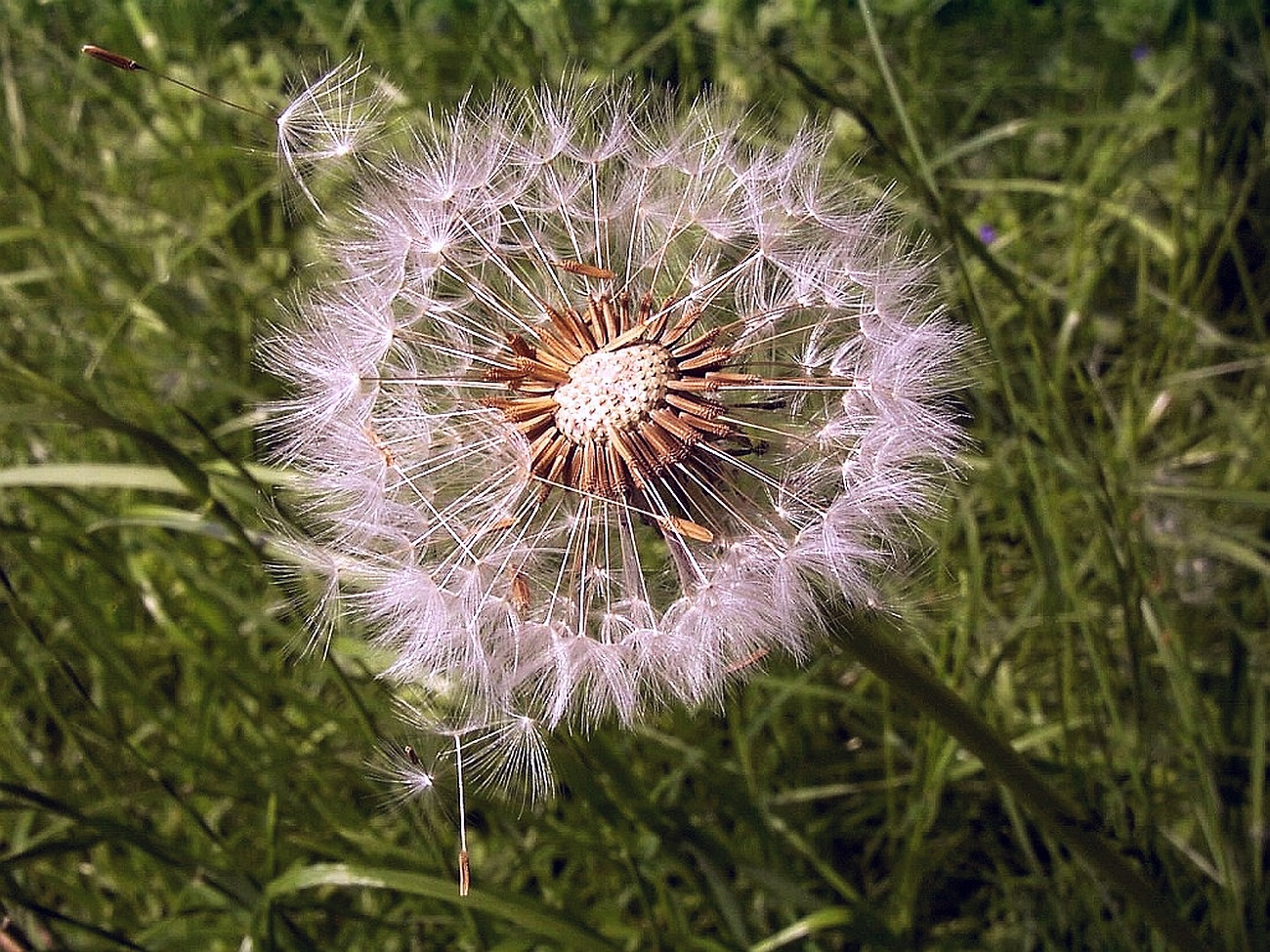
蒲公英
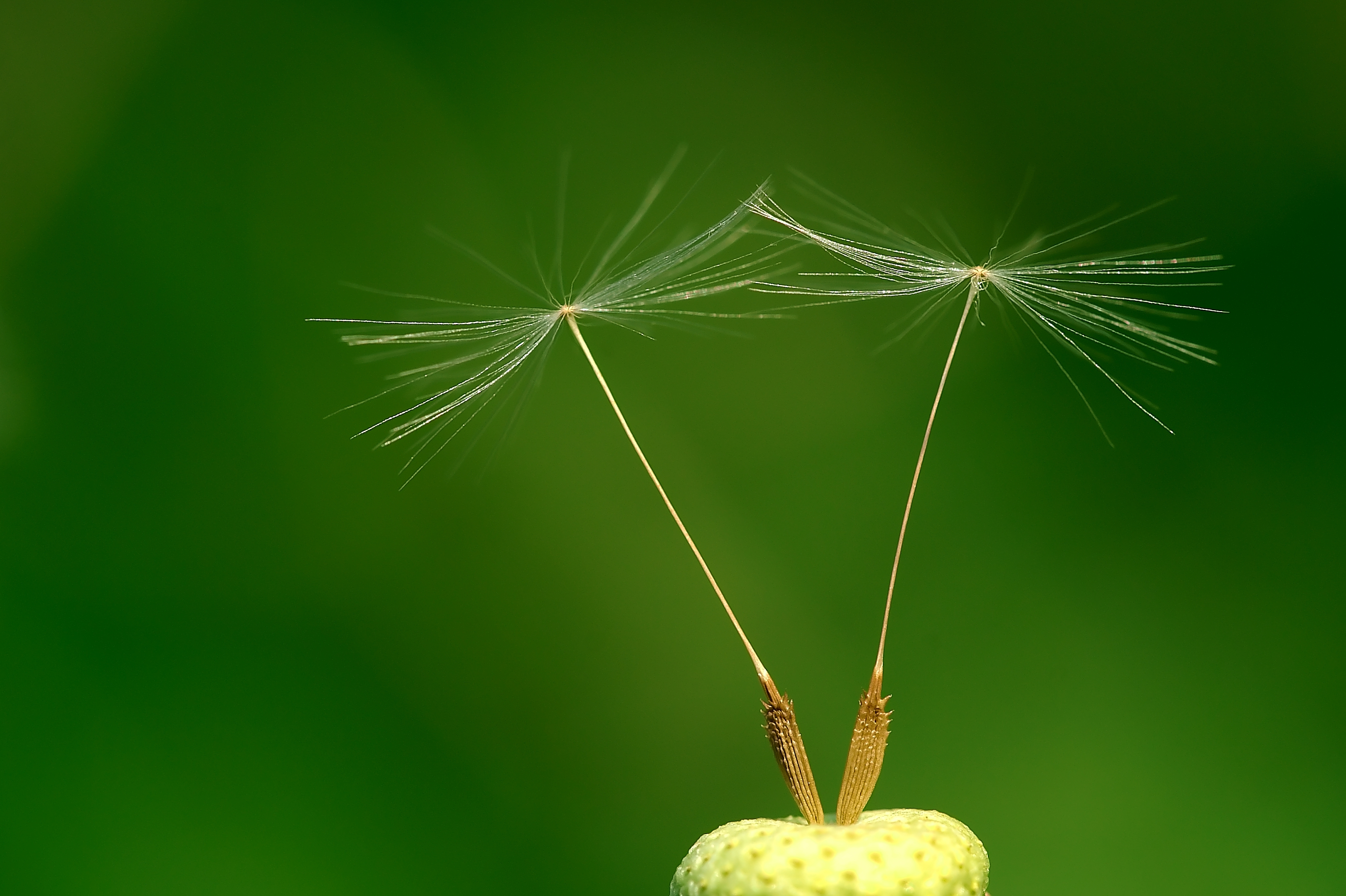
蒲公英种子
蒲公英種子飄飛時的微距照

## 延伸阅读
[在维基数据编辑]
 《欽定古今圖書集成·博物彙編·草木典·蒲公英部》，出自陈梦雷《古今圖書集成》